# الصدرات المخانقة (الطيال)

تعديل مصدري - تعديل

الصدرات المخانقة هي إحدى قرى عزلة بني جبر بمديرية الطيال التابعة لمحافظة صنعاء، بلغ تعداد سكانها 161 نسمة حسب تعداد اليمن لعام 2004.